# Помона Спраут
Професор Помона Спраут е измислена героиня от поредицата на Джоан Роулинг Хари Потър. Тя е ръководител на дома Хафълпаф, в училището за магия и вълшебство Хогуортс, и е преподавател по билкология. Преподава в оранжериите недалеч от замъка, в близост до Забранената гора. Професор Спраут се споменава във всички части от поредицата, а в последната седма част, участва и в отбраната на Хогуортс от Волдемор. Тя е весела магьосница, която се грижи за растенията като нейни собствени деца. Харесва Хари Потър макар че в четвърта част му е ядосана задето е откраднал от Хафълпаф момента слава, който е имал.